# Adris sikhimensis
Adris sikhimensis är en fjärilsart som beskrevs av Butler 1895. Adris sikhimensis ingår i släktet Adris och familjen nattflyn. Inga underarter finns listade i Catalogue of Life.